# Gare de Krementchouk
La gare de Krementchouk (ukrainien : Кременчук (станція)) est une gare ferroviaire du Réseau ferré de Donestk. Elle est située à Krementchouk, dans l'oblast de Donetsk en Ukraine.

## Histoire

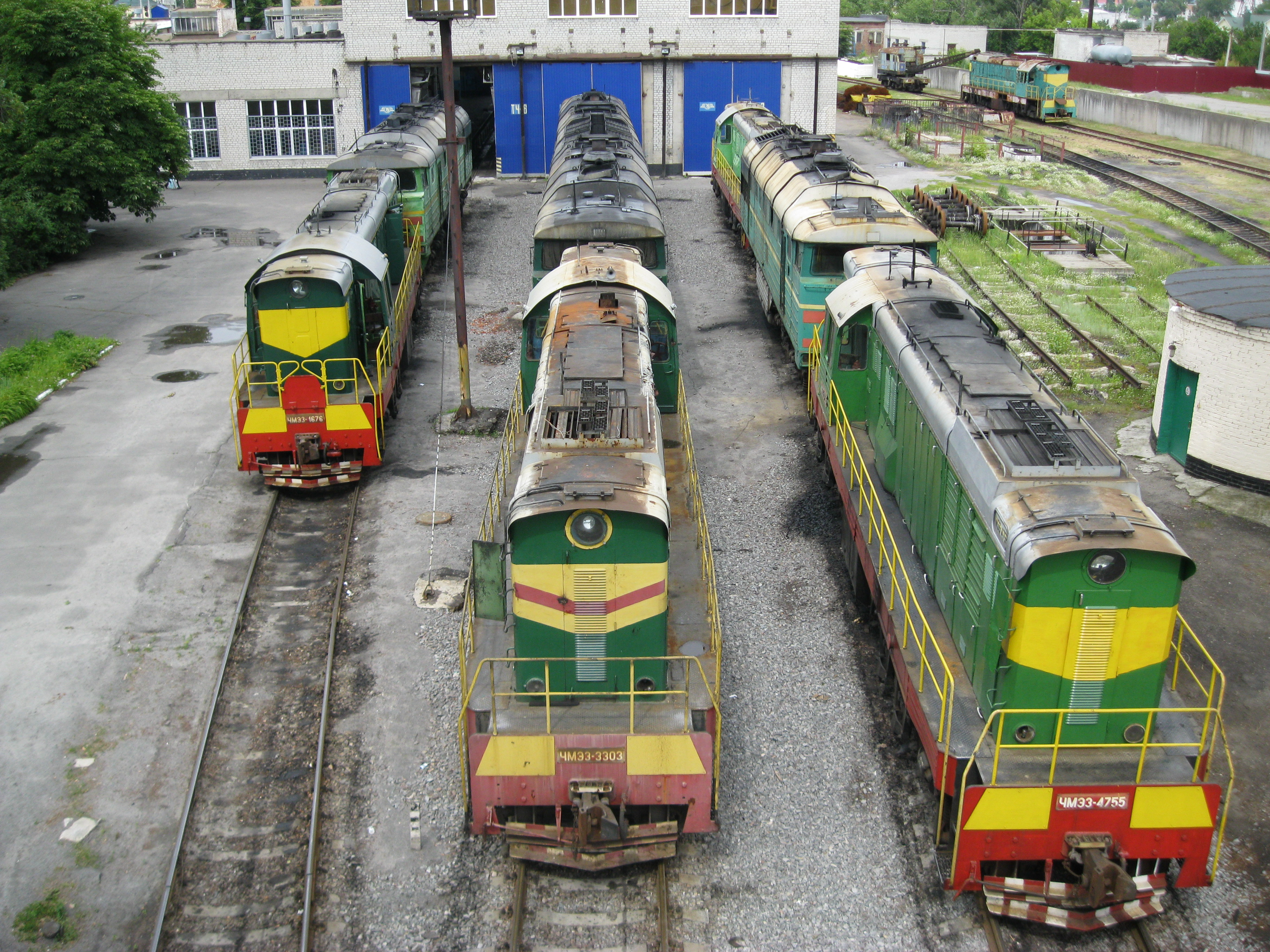
Dépôt de locomotives
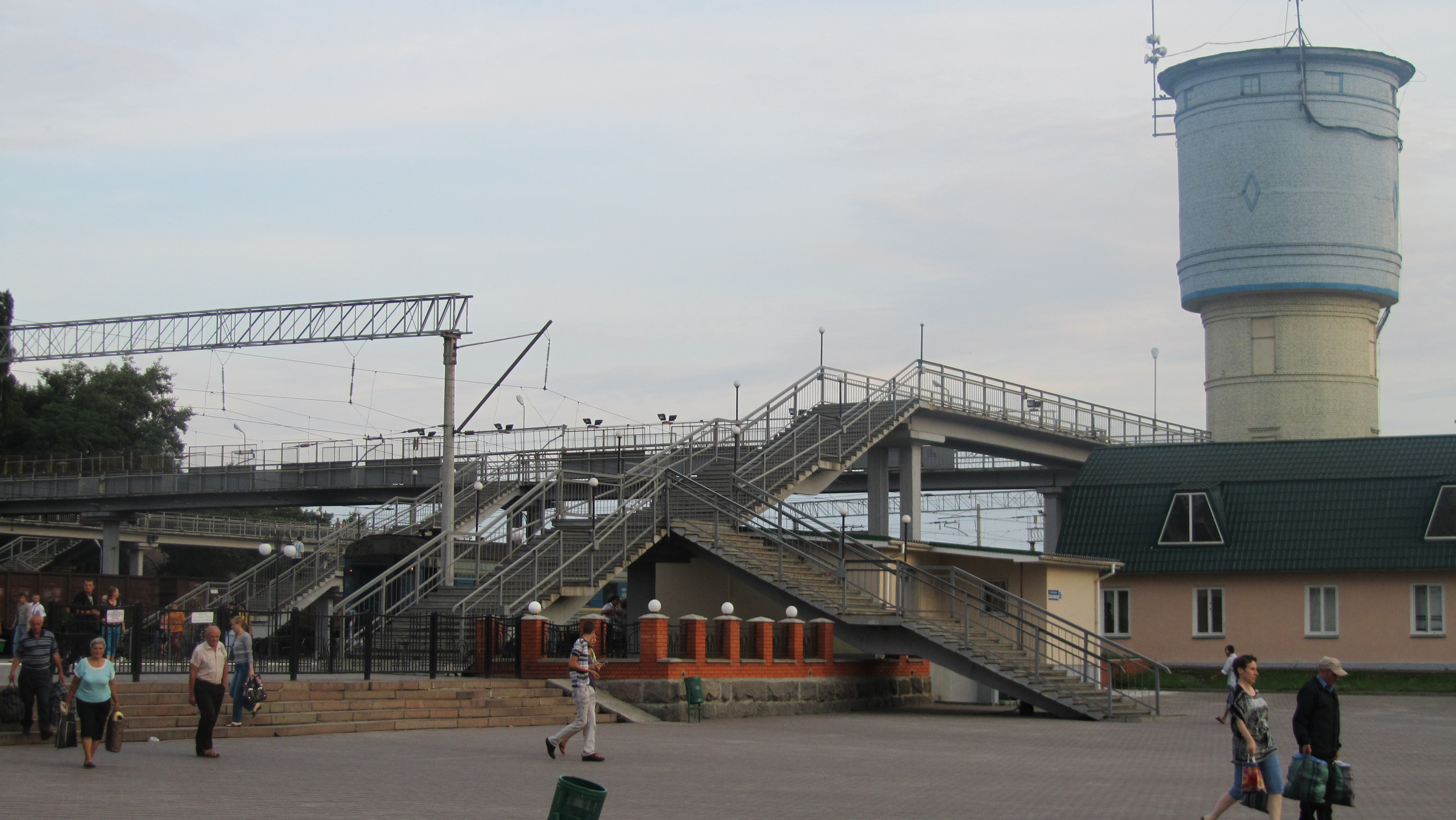
et son château d'eau classé
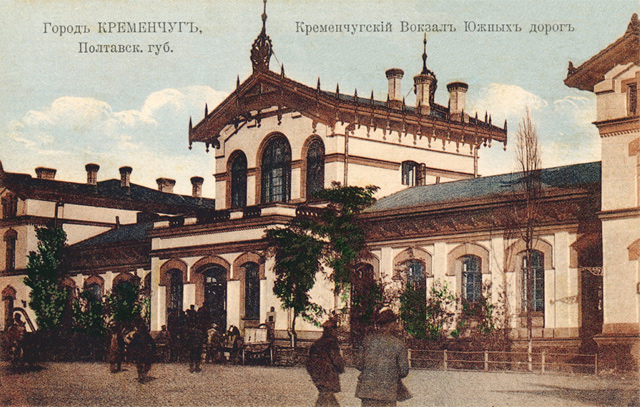
la gare début XXe siècle.

## Service des voyageurs

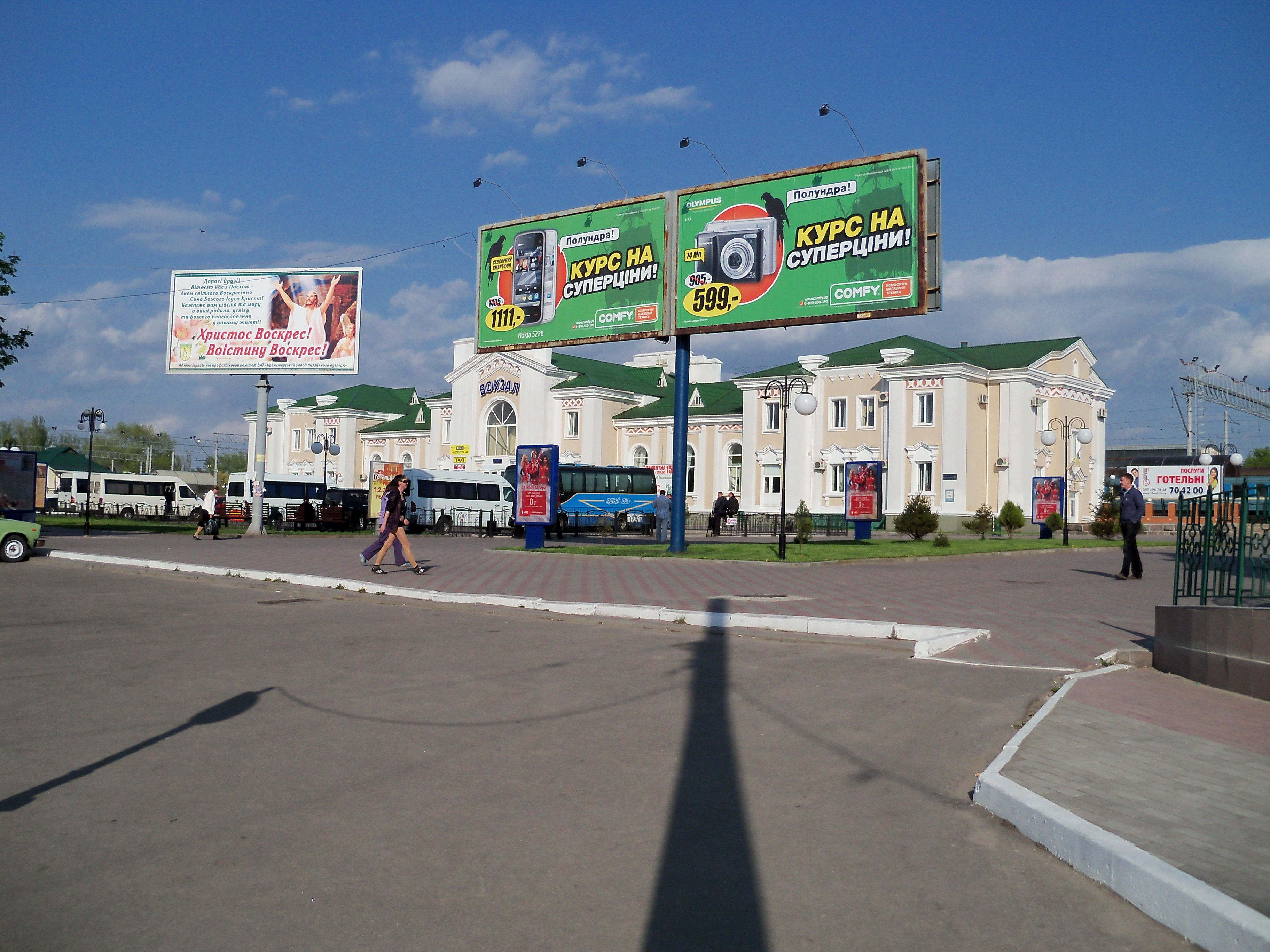
Place de la gare.